# زاپاتوکا
زاپاتوکا (انگلیسی: Zapatoca) نام شهری در کشور کلمبیا است.